# Susana Villarán
Susana María del Carmen Villarán de la Puente (Lima, 16 agosto 1949) è una giornalista e politica peruviana di centro-sinistra.

## Biografia e carriera
Formalmente candidata senza successo alle elezioni presidenziali del 2006, nelle elezioni municipali è stata eletta come prima sindaco della capitale nel 2010 nelle file del Partido Descentralista Fuerza Social (FS), dentro il quale ricopre la carica di vicepresidente.
È stata anche ministro del Ministerio de la Mujer y Poblaciones Vulnerables del Perú durante il governo transitorio di Valentín Paniagua.
Attualmente è indagata dal Ministero Pubblico per la sua partecipazione nei casi di corruzione internazionale Lavajato per l'accusa di aver ricevuto denaro da parte di imprese brasiliane (OAS, Odebrecht, ecc) a cambio di favorirle in appalti pubblici e sopravvalutazione di tali opere.